# Schosefina Antonowna Polonskaja
Schosefina Antonowna Polonskaja, geboren Rühlmann, (russisch Жозефина Антоновна Полонская, урожд. Рюльман; * 3. Dezemberjul. / 15. Dezember 1844greg.; † 6. Januar 1920 in Petrograd) war eine russische Bildhauerin.

## Leben
Schosefina Rühlmann war die Tochter des Verwalters der Anatoli-Demidow-Unternehmen Anton Koschuchowski († 1855) und Johanna Rühlmanns und Schwester des Arztes Anton Rühlmann (1842–1896, nicht anerkannter Sohn Koschuchowskis). Sie verwaiste früh und wuchs in Mädchenpensionaten auf. Als ihr Bruder Lehrer des Sohns des Publizisten Pjotr Lawrow war, diente sie 1865–1866 als Begleiterin in der Familie Lawrow. Lawrow verliebte sich in sie und bot ihr die Ehe an, aber nach seiner Verhaftung im April 1866 verzichtete er darauf. Sie heiratete im Juli 1866 den Schriftsteller Jakow Polonski (1819–1898) und bekam 1868 den Sohn Alexander, 1870 die Tochter Natalja und 1875 den Sohn Boris.

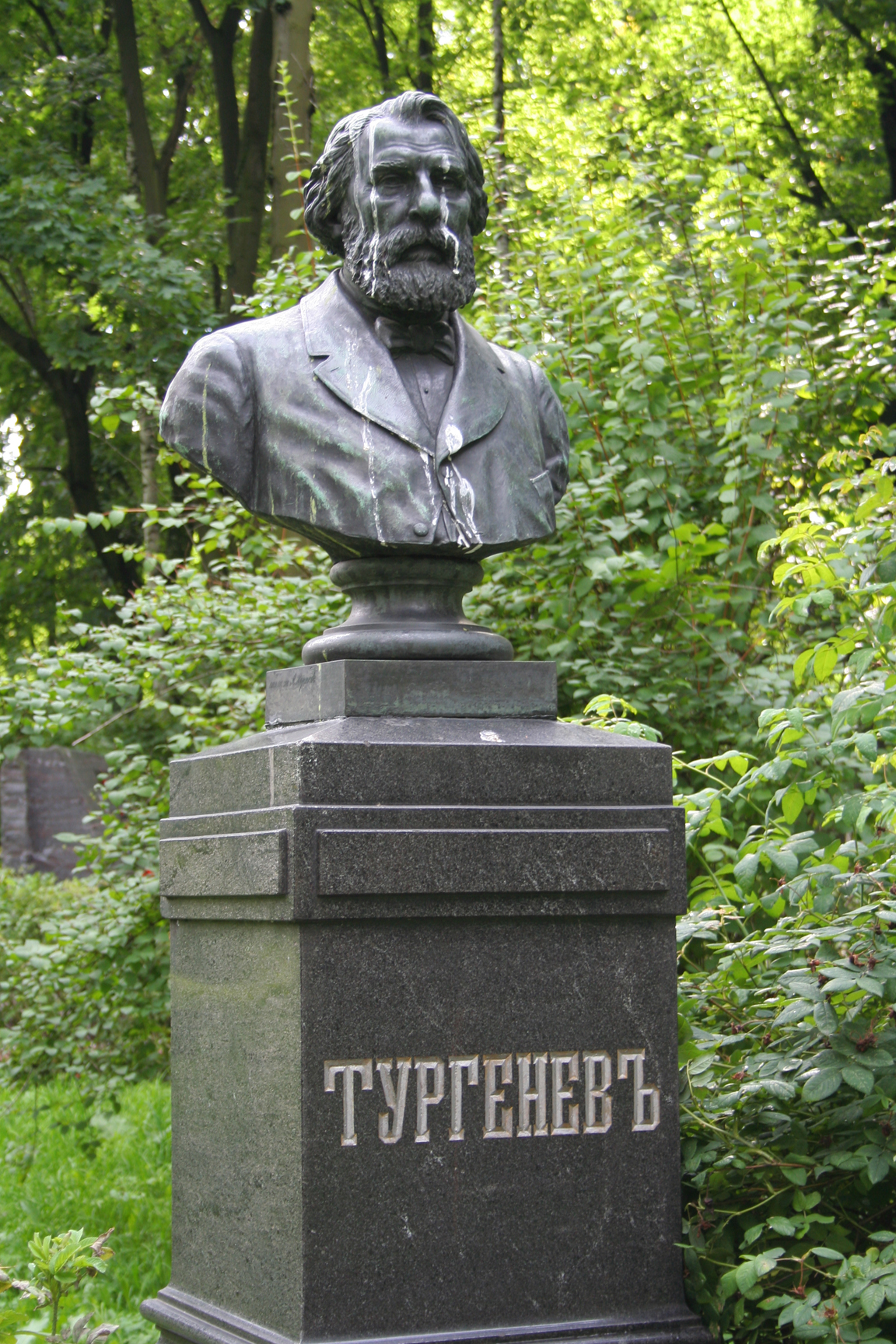
Grabbüste Turgenews auf dem Wolkowo-Friedhof

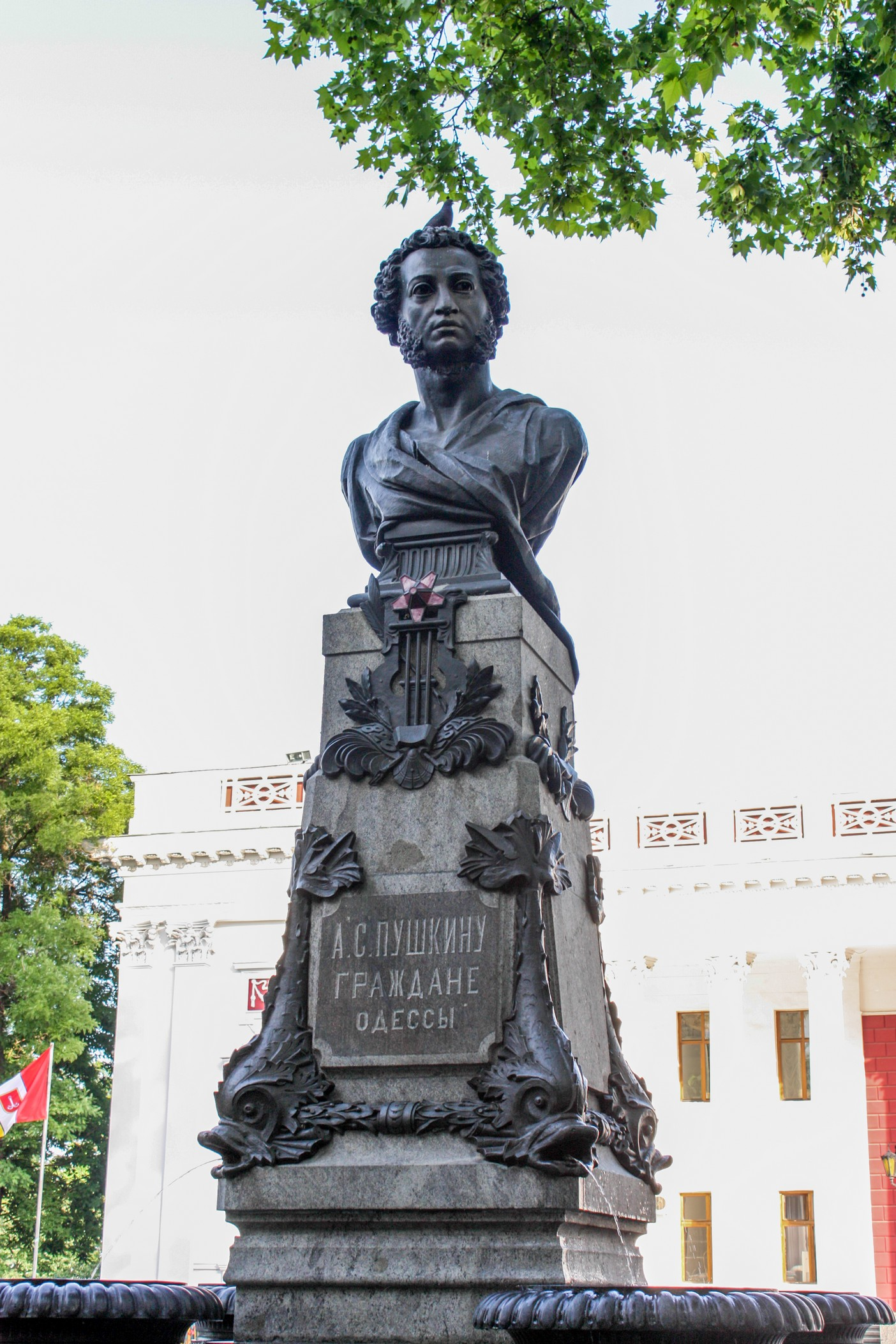
Puschkin-Denkmal in Odessa

Ab 1880 studierte Polonskaja als Gasthörerin an der Grundschule für Zeichnen, Entwerfen und Modellieren an der St. Petersburger Zentral-Schule für Technisches Zeichnen des Barons Alexander von Stieglitz. Auch nahm sie Unterricht bei dem Bildhauer Matwei Tschischow. Auf der Ausstellung der Kaiserlichen Akademie der Künste (IACh) 1885 erhielt sie für die Büsten Iwan Turgenjews und ihres Mannes die kleine silberne Ermutigungsmedaille. Eine Kopie der Turgenjew-Büste  wurde in Bronze gegossen und auf Turgenjews Grab auf dem Wolkowo-Friedhof aufgestellt. Für das 1887–1889 erbaute Puschkin-Denkmal in Odessa schuf sie die Büste. 1888 wurde sie Freies Ehrenmitglied der IACh. Büsten schuf sie auch von Nikolai Karasin und seiner Frau, Iwan Wyschnegradski, Afanassi Fet, dem Sohn Wladimir Wonljarljarskis u. a.
Nach dem Tod ihres Mannes führte Polonskaja seine Freitagstreffen mit Wissenschaftlern, Kulturschaffenden und Künstlern fort. Nach der Oktoberrevolution übergab sie 1919 das Archiv ihres Mannes sowie eigene Skulpturen und ihren Briefwechsel dem Puschkinhaus. Auch in Irkutsk im Oblast-Kunstmuseum gibt es Werke Polonskajas.